# Arthur Sauvé
Pour les articles homonymes, voir Sauvé.
Arthur Sauvé (né le 1er octobre 1874 à Saint-Hermas, mort le 6 février 1944 à Montréal) est un journaliste et homme politique canadien français. Il a été député à l'Assemblée législative du Québec de 1908 à 1930, chef du Parti conservateur du Québec de 1922 à 1929, député à la Chambre des communes et ministre fédéral de 1930 à 1935 et sénateur de 1935 à 1944.
Le fonds de la famille Sauvé est conservé au centre d'archives de Montréal de Bibliothèque et Archives nationales du Québec.

## Biographie
Arthur Sauvé est né à Saint-Hermas (aujourd'hui partie de Mirabel). Il est le fils de Joseph Sauvé, cultivateur, et de Cléophile Charette. Il fait ses études au séminaire de Sainte-Thérèse (aujourd'hui Collège Lionel-Groulx), puis à l'Université Laval à Montréal (aujourd'hui l'Université de Montréal) et à l'École d'agriculture d'Oka (aujourd'hui École secondaire d'Oka). Il épouse Marie-Louise Lachaîne le 3 octobre 1899 à Saint-Benoît.
D'abord journaliste au Monde canadien et à La Presse, il travaille au sein de plusieurs journaux, dont Le Rappel, dont il est le cofondateur, La Patrie et La Nation. En 1907 il est directeur du Canadien. En 1918, il fonde le journal La Minerve, qu'il dirige jusqu'en 1920.

### Vie politique

#### Municipale
En 1906, il est élu maire de Saint-Benoît (aujourd'hui partie de Mirabel), poste qu'il conserve jusqu'en 1923.

#### Provinciale

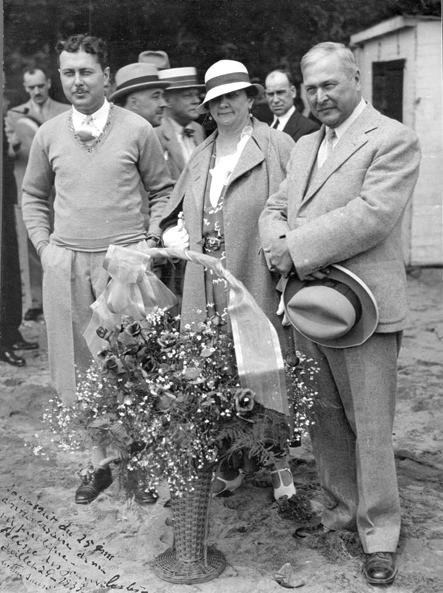
Arthur Sauvé (à droite sur la photo), en compagnie de son épouse et de son fils Paul, en 1933

Lors de l'élection générale de 1908 il se lance en politique provinciale, se faisant élire à l'Assemblée législative dans la circonscription de Deux-Montagnes comme député du Parti conservateur. Il est réélu lors de l'élection générale de 1912 et réélu sans opposition lors de celle de 1916.
Lors de l'élection générale de 1916, le chef du parti conservateur, Philémon Cousineau, ne parvient pas à se faire réélire comme député et démissionne comme chef du parti. Arthur Sauvé est alors désigné pour assumer la fonction de chef de l'Opposition officielle. En 1922, il est choisi comme chef du Parti conservateur. Il dirige ce parti lors de l'élection de 1919, l'élection de 1923 et l'élection de 1927. Sauvé est réélu comme député de la circonscription de Deux-Montagnes lors de chacune de ces élections. Le parti conservateur ne parvient toutefois pas à arracher le pouvoir au Parti libéral du Québec, qui est au pouvoir depuis 1897. En 1929, Sauvé démissionne comme chef du Parti conservateur. Camillien Houde lui succède à cette fonction. Le 11 juillet 1930, Sauvé démissionne comme député de l'Assemblée législative pour se lancer en politique fédérale. Dans l'élection partielle qui s'ensuit, son fils Paul Sauvé est élu et lui succède comme député de Deux-Montagnes à l'Assemblée législative.

#### Fédérale
Lors de l'élection fédérale de 1930, Arthur Sauvé est élu député à la Chambre des communes du Canada sous la bannière du Parti conservateur dans la circonscription de Laval—Deux-Montagnes. Les conservateurs remportent l'élection, et Arthur Sauvé est nommé ministre des Postes au sein du conseil des ministres de Richard Bedford Bennett, poste qu'il occupe du 7 août 1930 au 13 août 1935.
Le 20 juillet 1935, Bennett nomme Sauvé au Sénat du Canada pour la division sénatoriale de Rigaud, quelques mois avant l'élection générale du 14 octobre 1935, lors de laquelle le gouvernement conservateur est défait par le Parti libéral de William Lyon Mackenzie King.
Arthur Sauvé décède en fonction le 6 février 1944 à Montréal à l'âge de 69 ans. Il est inhumé dans le cimetière de Saint-Benoît le 10 février 1944.
Il est le père de Paul Sauvé, qui est Premier ministre du Québec en 1959 et 1960.

## Hommage
Une partie de la route 148 porte son nom, entre les villes de Laval et de Mirabel en passant par la ville de Saint-Eustache, sous le nom de boulevard Arthur-Sauvé et de route Arthur-Sauvé. Le pont reliant Laval et Saint-Eustache se nomme également Pont Arthur-Sauvé.